# Madison (Georgia)
Madison ist eine City und zudem der County Seat des Morgan County im US-Bundesstaat Georgia mit 3979 Einwohnern (Stand: 2010).

## Geographie
Madison liegt etwa 80 Kilometer östlich von Atlanta.

## Geschichte
Madison lag auf dem Weg, den Nordstaaten-General William T. Sherman während des Bürgerkrieges zurücklegte. Auf diesem „Marsch zum Meer“ wurden Landstriche absichtlich verwüstet und Städte niedergebrannt, um die feindliche Konföderation materiell und moralisch zu schwächen. Madison wurde erobert, jedoch verschont. Grund dafür war, dass Madison Heimat des unionstreuen Senators Joshua Hill war. Hill hatte eine gute Beziehung zu Shermans Bruder, den er aus der Militärakademie West Point kannte. Hill intervenierte zugunsten seiner Heimatstadt.

## Demographische Daten
Laut der Volkszählung von 2010 verteilten sich die damaligen 3979 Einwohner auf 1558 bewohnte Haushalte, was einen Schnitt von 2,50 Personen pro Haushalt ergibt. Insgesamt bestehen 1760 Haushalte.
69,5 % der Haushalte waren Familienhaushalte (bestehend aus verheirateten Paaren mit oder ohne Nachkommen bzw. einem Elternteil mit Nachkomme) mit einer durchschnittlichen Größe von 3,01 Personen. In 36,3 % aller Haushalte lebten Kinder unter 18 Jahren sowie in 32,9 % aller Haushalte Personen mit mindestens 65 Jahren.
29,3 % der Bevölkerung waren jünger als 20 Jahre, 20,9 % waren 20 bis 39 Jahre alt, 25,8 % waren 40 bis 59 Jahre alt und 24,0 % waren mindestens 60 Jahre alt. Das mittlere Alter betrug 40 Jahre. 44,1 % der Bevölkerung waren männlich und 55,9 % weiblich.
50,8 % der Bevölkerung bezeichneten sich als Weiße, 45,6 % als Afroamerikaner, 0,1 % als Indianer und 1,0 % als Asian Americans. 1,3 % gaben die Angehörigkeit zu einer anderen Ethnie und 1,2 % zu mehreren Ethnien an. 2,6 % der Bevölkerung bestand aus Hispanics oder Latinos.
Das durchschnittliche Jahreseinkommen pro Haushalt lag bei 56.846 USD, dabei lebten 16,7 % der Bevölkerung unter der Armutsgrenze.

## Kultur
- Madison  hat mehrere Galerien, wie z. B. das The Bruce Weiner Microcar Museum und das Madison Museum of Fine Art.
- In Harry Turtledoves Roman In at the Death spielt Madison eine Rolle.

## Sehenswürdigkeiten
Folgende Objekte wurden in das National Register of Historic Places eingetragen:
- Nathan Bennett House
- Bonar Hall
- Cedar Lane Farm
- Madison Historic District
- Madison Historic District (Boundary Increase)
- Wilson-Finney-Land House
- Boxwood House

Etliche Häuser der Antebellum-Architektur vor dem Bürgerkrieg sind erhalten bzw. restauriert worden. Im Jahr 2001 wählte das Travel Holiday Magazine die Stadt zur schönsten Kleinstadt der USA, und 2012 gehörte Madison laut des Budget Travel Magazine zu den „Top 16 Most Picturesque Villages in the World“.

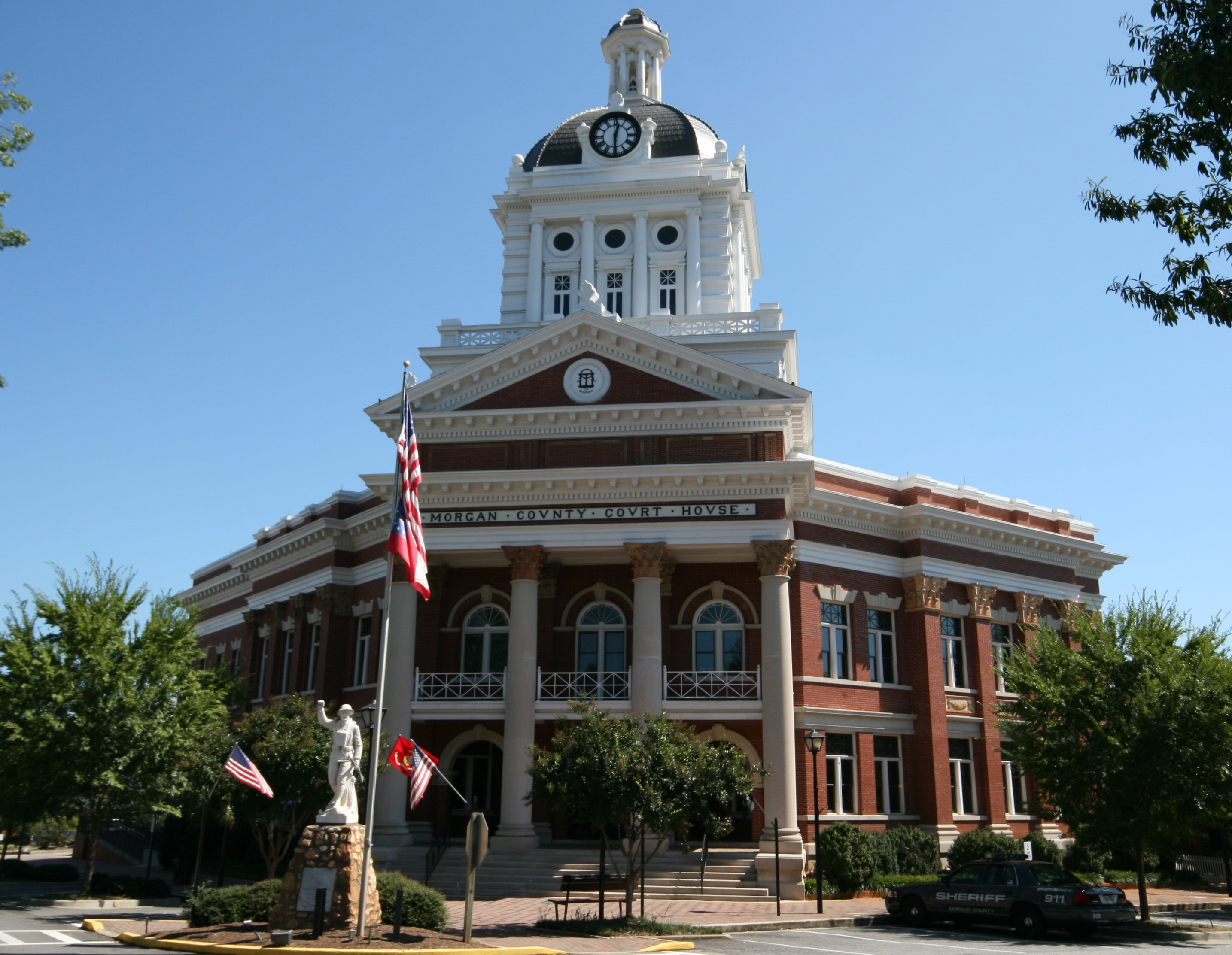
Morgan County Courthouse
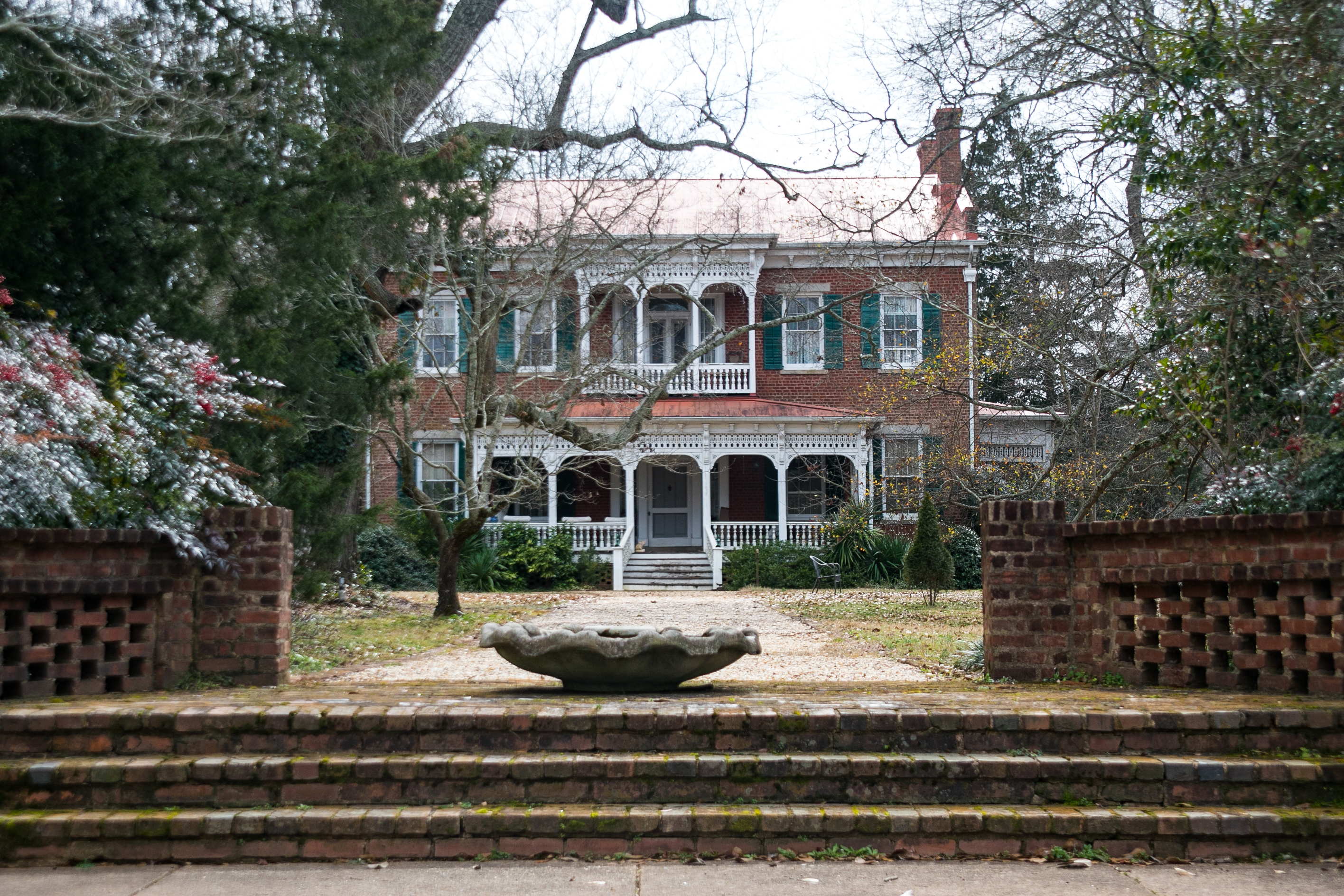
Bonar Hall
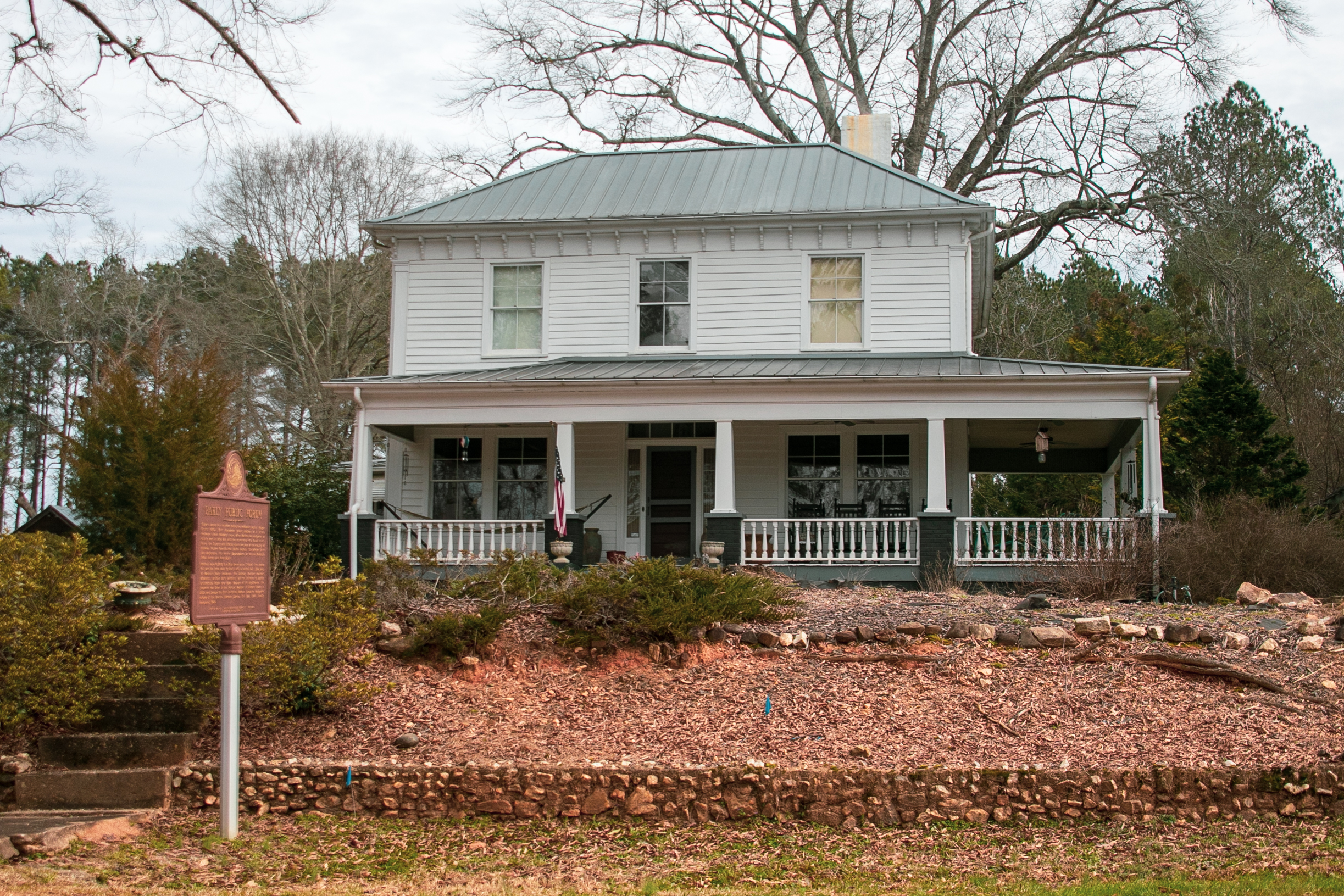
Wilson-Finney-Land House

## Verkehr
Madison wird von der Interstate 20, von den U.S. Highways 278 und 441 sowie von der Georgia State Route 83 durchquert. Der nächste Flughafen ist der Flughafen Atlanta (rund 90 km westlich).

## Bildung
Der Morgan County School District beinhaltet zwei Elementary schools, eine Middle school und eine High school.
- Morgan County Elementary School
- Morgan County Primary School
- Morgan County Middle School
- Morgan County High School

## Kriminalität
Die Kriminalitätsrate lag im Jahr 2010 mit 412 Punkten (US-Durchschnitt: 266 Punkte) im überdurchschnittlichen Bereich. Es gab einen Mord, zwei Vergewaltigungen, drei Raubüberfälle, zehn Körperverletzungen, 49 Einbrüche, 119 Diebstähle und 14 Autodiebstähle.

## Söhne und Töchter der Stadt
- Seaborn Reese (1846–1907), Politiker
- Fannie May Goosby (1902–?), Bluesmusikerin
- Albert T. Harris (1915–1942), Marinesoldat
- Brooks Pennington Jr. (1925–1996), Geschäftsmann und Politiker